# Batobella
Batobella is een bestuurslaag in het regentschap Bangkalan van de provincie Oost-Java, Indonesië. Batobella telt 3550 inwoners (volkstelling 2010).